# Macropis fulvipes
Macropis fulvipes là một loài ong trong họ Melittidae. Loài này được Fabricius miêu tả khoa học đầu tiên năm 1804.